# Soroksári AC
A Soroksári AC egy megszűnt labdarúgócsapat, melynek székhelye Soroksáron, majd Budapesten volt. A csapat tízszer szerepelt az NB I-ben, 1934-ben pedig magyar kupát nyert.

## Névváltozások
- 1911–1913 Soroksári Athletikai Club
- 1919–1920 Soroksári Munkások Testgyakorló Köre
- 1920–1926 Soroksári Atlétikai Club
- 1926–1935 Soroksár FC
- 1935–1936 Erzsébet-Soroksár FC
- 1937–1945 Soroksári AC
- 1945 Soroksári MADISZ
- 1945–1948 ErSo MaDISz
- 1948–1949 Soroksári Egység SE
- 1949–1950 Soroksári Textil SK
- 1950–1957 Soroksári Textiles Vörös Lobogó
- 1957–1968 Soroksári AC

## Eredmények

### Élvonalbeli bajnoki szereplések
A csapat 10 alkalommal szerepelt az élvonalban. Először az 1932-33-as idényben képviseltette magát a legjobbak között.
- Magyar labdarúgó-bajnokság (1932–1953)

| Idény   | Helyezés | Idény   | Helyezés | Idény   | Helyezés | Idény   | Helyezés | Idény   | Helyezés |
| ------- | -------- | ------- | -------- | ------- | -------- | ------- | -------- | ------- | -------- |
| 1932-33 | 12. hely | 1934-35 | 7. hely  | 1935-36 | 11. hely | 1936-37 | 14. hely | 1945-46 | 11. hely |
| 1946-47 | 14. hely | 1948-49 | 12. hely | 1949-50 | 15. hely | 1951    | 13. hely | 1953    | 14. hely |

## Híres játékosok
* a félkövérrel írt játékosok rendelkeznek felnőtt válogatottsággal.
- Dudás Gyula
- Kautzky József
- Kis Károly
- Kléber Gábor
- Ligeti Jenő
- Magyar Ferenc
- Nagy István
- Pintér József
- Rebró Béla
- Takács József

## Sikerek
NB II
- Bajnok: 1931-32, 1933-34, 1947-48, 1950, 1952

Magyar kupa
- Győztes: 1934